# The Children of Sanchez
Pour les articles homonymes, voir The Children (homonymie).
Pour plus de détails, voir Fiche technique et Distribution.
The Children of Sanchez est un film américano-mexicain réalisé par Hall Bartlett, sorti en 1978.

## Synopsis
La vie de M. Sanchez qui essaie de lutter contre la pauvreté qui l'entoure...

## Fiche technique
- Titre original : The Children of Sanchez
- Réalisation : Hall Bartlett
- Scénario : Hall Bartlett, Cesare Zavattini, d'après le livre The Children of Sánchez: Autobiography of a Mexican family d'Oscar Lewis
- Costumes : William Ware Theiss
- Photographie : Gabriel Figueroa
- Montage : Marshall M. Borden
- Musique : Chuck Mangione
- Production : Hall Bartlett
- Société(s) de production : Bartlett, Camarel Enterprises, Corporación Nacional Cinematográfica (CONACINE), Hall Bartlett Productions
- Pays de production : États-Unis, Mexique
- Année : 1978
- Langue originale : anglais
- Format : couleur (DeLuxe) – 35 mm – 2,35:1 – mono
- Genre : drame
- Durée : 126 minutes
- Date de sortie : 
  - États-Unis : 22 novembre 1978 (Los Angeles, Californie)

## Distribution
- Anthony Quinn : Jesús Sánchez
- Dolores del Río : Grandma Paquita
- Lupita Ferrer[1] : Consuelo Sánchez
- Katy Jurado : Chata
- Stathis Giallelis : Roberto Sánchez
- Héctor Bonilla : Mario

## Distinctions

### Nominations
- Golden Globes 1979 :
  - Meilleure musique de film pour Chuck Mangione
- Festival international du film de Moscou 1979 :
  - "Prix d'or" pour Hall Bartlett